# Accenteur mouchet
Prunella modularis
Pour les articles homonymes, voir Mouchet (homonymie).
Espèce
Statut de conservation UICN

 LC  : Préoccupation mineure
L'Accenteur mouchet (Prunella modularis) est une espèce d'oiseaux de la famille des Prunellidae. C'est l'une des deux espèces d'accenteurs vivant en France (l'autre étant l'Accenteur alpin).
L'Accenteur mouchet est une espèce d'oiseaux en déclin en France : entre 2001 et 2021, ses effectifs ont chuté de 27 %.

## Description

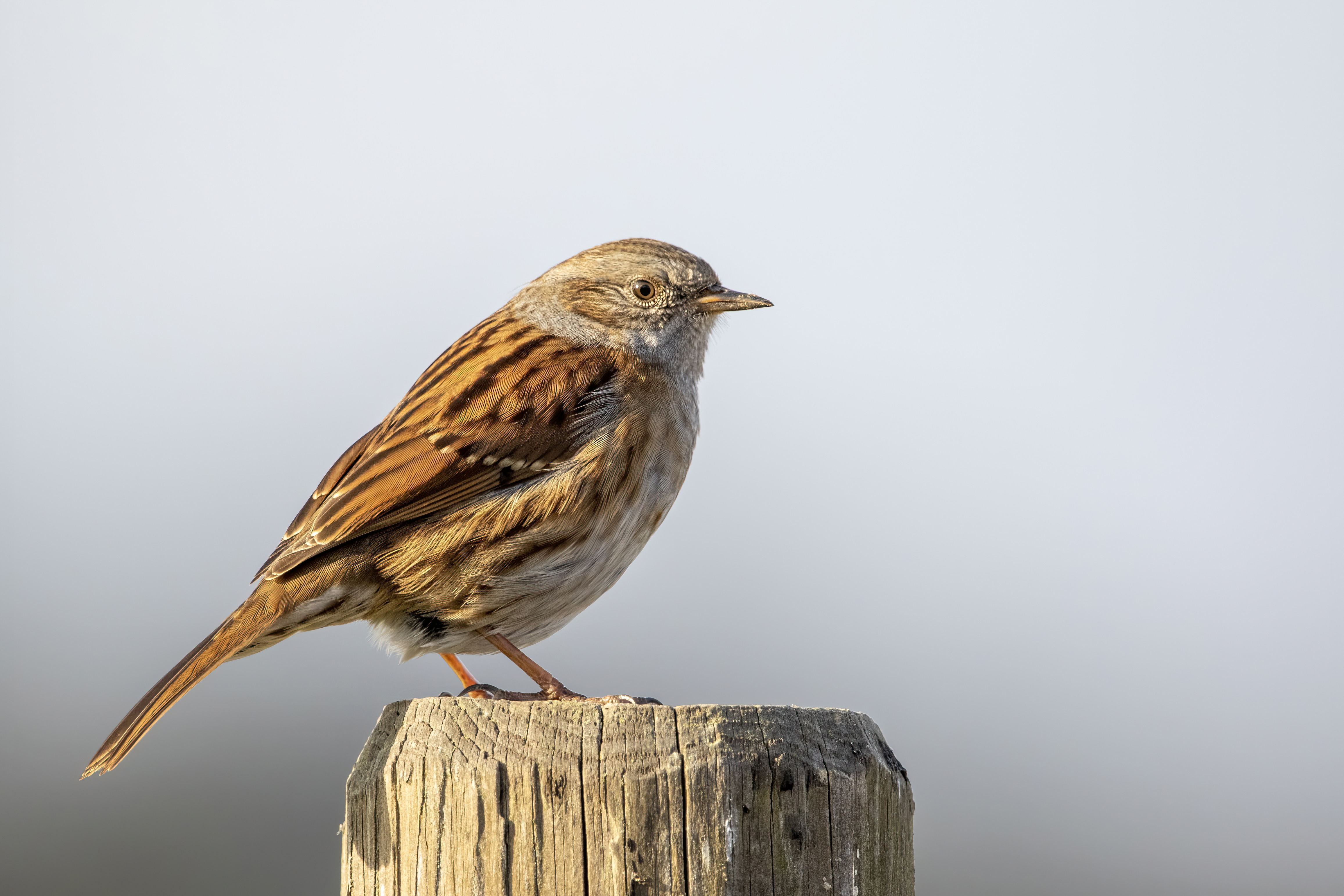
Accenteur mouchet, en France.

D'une taille d'environ 14–15 cm, l'Accenteur mouchet est un oiseau discret, présentant une forte homochromie, avec le dos brun foncé rayé de noir et la tête de couleur gris bleuté. L'aspect terne qu'il donne à une certaine distance, peut éventuellement le faire confondre avec une femelle de Moineau domestique ou encore un jeune Rouge-gorge familier, mais ses flancs sont rayés de noir et le bec est sombre et beaucoup plus fin. Le comportement est également différent.
L'Accenteur mouchet a une envergure moyenne de 19 à 21 cm et pèse entre 19 et 24 grammes. Celui que Buffon avait surnommé le « traîne-buisson » se tient souvent à ras du sol, caché dans les buissons et fourrés, où son camouflage est très efficace.

## Répartition géographique et habitat

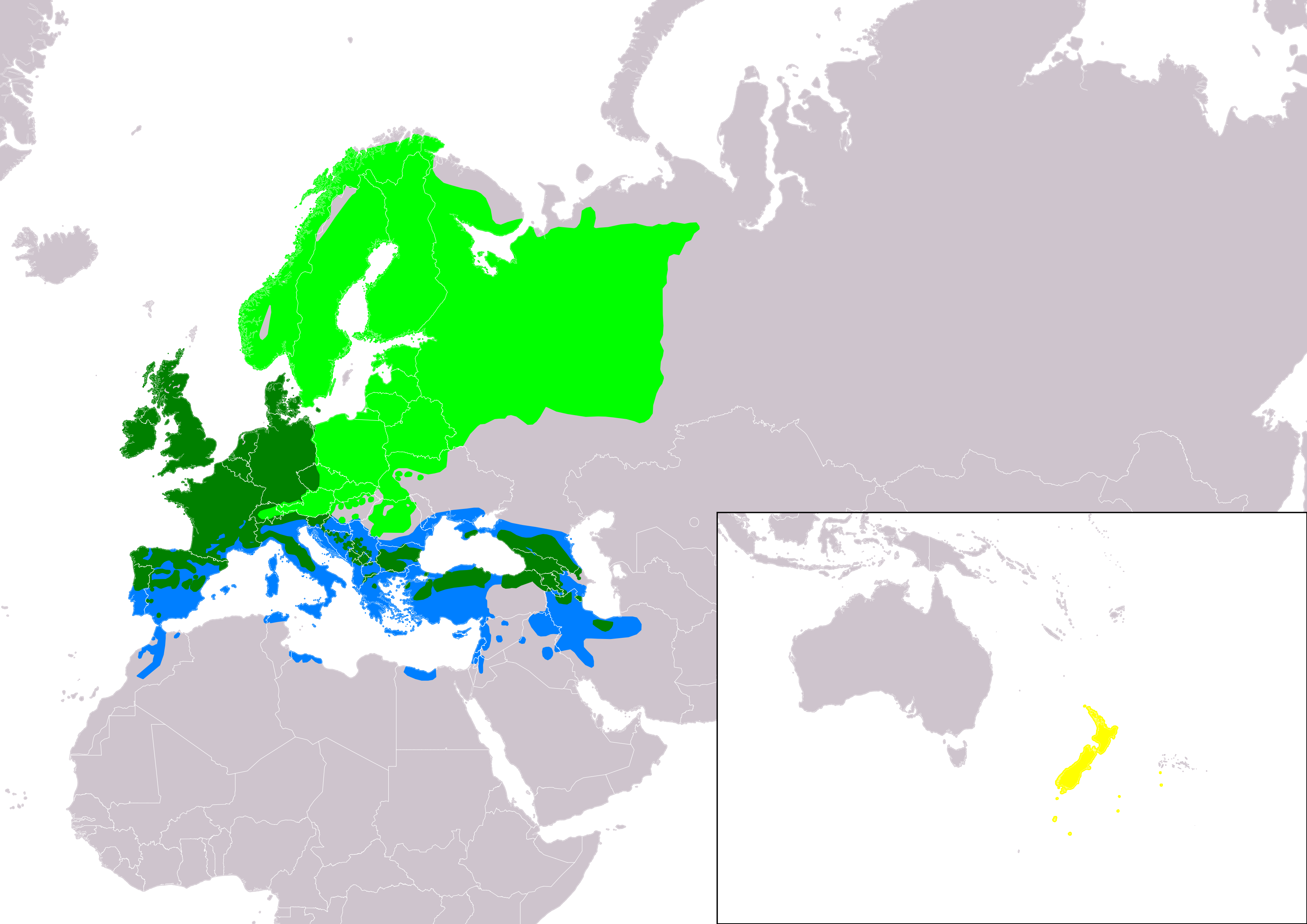
Présence de l'Accenteur mouchet : en vert foncé : toute l'année ; en vert clair : l'été ; en bleu : l'hiver ; en jaune : introduit et résident

L'espèce est présente dans toute l'Europe à l'exception de la partie sud de la péninsule Ibérique, de l'Italie et de la Grèce (sauf durant l'hiver). C'est un migrateur partiel qui occupe de nombreux habitats : forêts de conifères ou de feuillus, en particulier les sous-bois denses. Dans les régions non boisées, y compris en ville, on peut le trouver dans les parcs, jardins, haies.
Il a aussi été introduit en Nouvelle Zélande.

## Comportement

### Alimentation
Les Accenteurs mouchets ont une alimentation composée principalement de petits insectes, d'araignées et de vers de terre qu'ils cherchent sur le sol, dans l'humus, ou près du sol. Ils se nourrissent aussi de petites baies et graines, surtout pendant la saison hivernale. À la différence des vrais oiseaux insectivores, les accenteurs possèdent un jabot dans lequel les graines avalées se ramollissent.

### Chant
C'est souvent la posture de chant, droit au sommet d'un arbre, qui permet de repérer le plus facilement les Accenteurs mouchet. Son chant rappelle celui du Troglodyte mignon, mais sans les trilles caractéristiques. Il se compose de phrases courtes, claires, aiguës, débitées très rapidement, ce qui n'est pas sans rappeler le chant du Serin cini.

### Reproduction

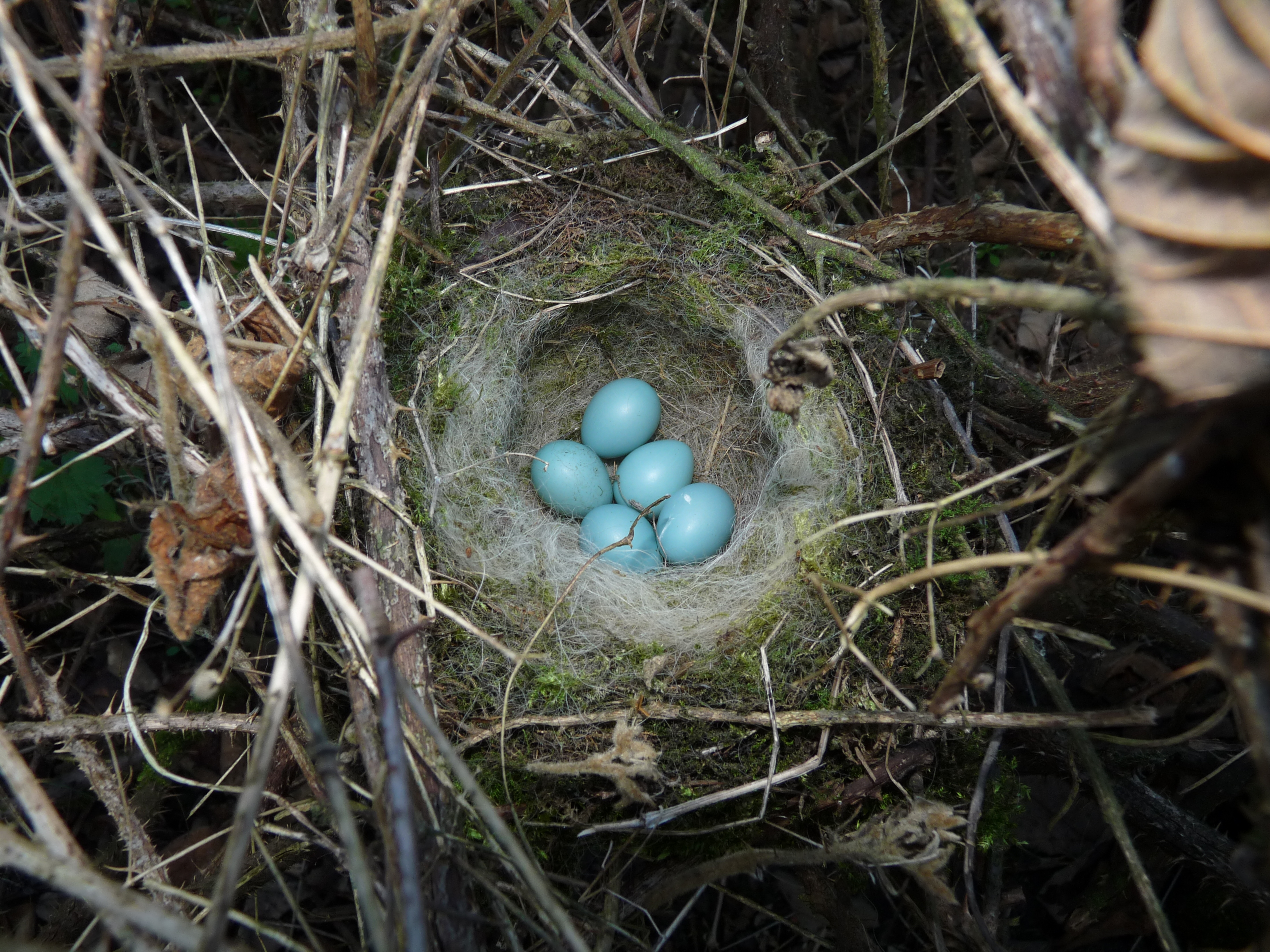
Nid et œufs d'Accenteur mouchet en Angleterre.

Les Accenteurs mouchets s'accouplent entre les mois d'avril et août. Ils sont polyandres ou polygames. Lorsqu'il y a plusieurs mâles, le dominant s'accouple avec la femelle alors que le subordonné défend le territoire et nourrit la nichée. Les ménages ont généralement deux couvées de quatre à cinq œufs de couleur bleu-turquoise clair. La taille de ceux-ci est de 19,5 × 14,4 mm en Europe centrale ; ils sont légèrement plus gros en Angleterre 
19,9 × 14,7 mm. L'incubation dure de douze à quatorze jours. Ils font un nid souvent bien camouflé par la verdure dans les buissons, dans les broussailles, les jeunes arbres ou les épicéas. Le nid se trouve près du sol ou jusqu'à deux mètres de haut. Les petits prennent leur envol à douze ou treize jours.

## Protection
L'Accenteur mouchet bénéficie d'une protection totale sur le territoire français depuis l'arrêté ministériel du 17 avril 1981 relatif aux oiseaux protégés sur l'ensemble du territoire. Il est donc interdit de le détruire, le mutiler, le capturer ou l'enlever, de le perturber intentionnellement ou de le naturaliser, ainsi que de détruire ou enlever les œufs et les nids, et de détruire, altérer ou dégrader son milieu. Qu'il soit vivant ou mort, il est aussi interdit de le transporter, colporter, de l'utiliser, de le détenir, de le vendre ou de l'acheter.

## Sous-espèces
D'après la classification de référence (version 5.2, 2015) du Congrès ornithologique international, cette espèce est constituée des huit sous-espèces suivantes (ordre phylogénique) :
- Prunella modularis hebridium ;
- Prunella modularis occidentalis ;
- Prunella modularis modularis ;
- Prunella modularis mabbotti ;
- Prunella modularis meinertzhageni ;
- Prunella modularis fuscata ;
- Prunella modularis euxina ;
- Prunella modularis obscura.